# 27-es villamos (München)
A müncheni 27-es jelzésű villamos Petuelring és Sendlinger Tor között közlekedik.

## Útvonala
| Sendlinger Tor felé | Petuelring felé |
| --- | --- |
| Petuelring - Schleißheimer Straße - Hohenzollernstraße - Nordendstraße - Barer Straße - Karolinenplatz - Barer Straße - Ottostraße - Lenbachplatz - Karlsplatz - Sonnnenstraße - Sendlinger Tor | Sendlinger Tor - Sonnnenstraße - Karlsplatz - Lenbachplatz - Ottostraße - Barer Straße - Karolinenplatz - Barer Straße - Nordendstraße - Hohenzollernstraße - Schleißheimer Straße - Petuelring |

## Megállóhelyei
| 27 (Petuelring – Sendlinger Tor) |                           |                 |                        |
| Menetidő (perc)                  | Megállóhely               | Menetidő (perc) | Átszállási kapcsolatok |
| 0                                | Petuelring végállomás     | 20              | , 173 , 177 , 178      |
| 1                                | Gartenstraße              | 19              |                        |
| 2                                | Ackermannstraße           | 18              | 144                    |
| 3                                | Herzogstraße              | 16              |                        |
| 5                                | Nordbad                   | 15              | 53 , 59 , 154          |
| 6                                | Hohenzollernplatz         | 14              | , 53 , 59              |
| 8                                | Kurfürstenplatz           | 12              | , 53 , 59              |
| 9                                | Elisabethplatz            | 10              |                        |
| 10                               | Nordendstraße             | 9               |                        |
| 11                               | Schellingstraße           | 8               | 153 , 154              |
| 12                               | Pinakotheken              | 7               | 100                    |
| 14                               | Karolinenplatz            | 6               |                        |
| 15                               | Ottostraße                | 4               |                        |
| 18                               | Karlsplatz (Stachus)      | 2               | ,                      |
| 20                               | Sendlinger Tor végállomás | 0               | , 62                   |